# جيف برانتلي
جيف برانتلي (بالإنجليزية: Jeff Brantley)‏ هو لاعب كرة قاعدة أمريكي، ولد في 5 سبتمبر 1963 في فلورنس في الولايات المتحدة.

## وصلات خارجية
- جيف برانتلي على موقع دوري كرة القاعدة الرئيسي (الإنجليزية)
- جيف برانتلي على موقعبيزبول رفرنس.كوم (الدوري الرئيسي) (الإنجليزية)
- جيف برانتلي على موقعبيزبول رفرنس.كوم (الدوري الثانوي) (الإنجليزية)
- جيف برانتلي على موقع إي إس بي إن.كوم (أم.أل.بي) (الإنجليزية)
- جيف برانتلي على موقع مشجعي الرسوم البيانية (الإنجليزية)
- جيف برانتلي على موقع قاعة ميسيسيبي للمشاهير الرياضية (الإنجليزية)